# Никола Александар од Влашке
Никола Александар (у. 16. новембар 1364) је био други војвода Влашке кнежевине из династије Басараб из 1351/1352. Био је син и наследник првог влашког војводе Басараба I оснивача династије. Пре него што је наследио од оца, био је управник апанаже Олтеније од 1342. године. Био је таст цара Уроша Немањића.

## Биографија
Никола Александар је био сувладар са својим оцем од 1343. године. Од 1351/1352, након смрти оца, постао је други владар Влашке кнежевине. Успоставио савезничке односе са Византијским царством, бугарским и Српским царством. Након дугог рата са Угарском положио је формалну вазалну заклетву на верност угарској круни, док је остао потпуно независан владар око 1324. године  1330. године је потукао угарску војску у бици код Посаде чиме је осигурао независност Влашке.
За време владавине Николе Александра, Влашка православна црква је у мају 1359. године дошла под контролу Цариградске патријаршије. Никола  Александар је од патријарха добио статус аутократе, а у Влашкој је успостављена архиепископија.

## Породица
Никола Александар се женио три пута. Из првог брака са Маријом Лакфу имао је три сина и ћерку:
- Владислав I (војвода Влаицу) (владао 1364-1377),
- Раду I (владао 1377-1383),
- Војислав († 1366. г.)
- Елизабета.

Оженио се по други пут за мађарску католкињу Клару од Дубоке, из чијег брака је добио две ћерке: Ану Бесараб, која је постала жена видинског цара Јована Страцимира, и Анку, која се удала за српског цара Стефана Уроша V.
Оженио се по трећи пут са Маргит Дабкеј, али није имао деце из брака.